# Phil Varone
Phil Varone (Long Island, Nueva York; 15 de octubre de 1967) es un baterista, músico, productor y compositor norteamericano, conocido por haber trabajado con grupos como Saigon Kick y Skid Row.

## Otras actividades
En abril de 2009, Varone participó en "Sex Rehab with Dr. Drew", de la cadena VH1, en dos episodios.

## Discografía

### Con Saigon Kick
- Saigon Kick (1991)
- The Lizard (1992)
- Water (1993)
- Devil In The Details (1995)
- Greatest Mrs.: The Best of Saigon Kick (1998)
- Moments From The Fringe (1998)
- Bastards (1999)
- Greatest Hits Live (2000)
- Live Around The World 1991-1996 (2007)

### Con Prunella Scales
- Dressing up the idiot (1997)

### Con Skid Row
- Thickskin (2003)

## Links
- official website www.philvarone.net
- Archivado el 9 de agosto de 2011 en Wayback Machine. VH1Sex Rehab with Dr. Drew
- Interview at Saviours Of Rock

- Datos: Q7182510
- Multimedia: Phil Varone / Q7182510